# Голланд (хребет)
Хребет Голланд — гірський хребет у хребті Королеви Єлизавети, який розташований у Трансантарктичних горах. Координати: 83°10′ пд. ш. 166°0′ сх. д. / 83.167° пд. ш. 166.000° сх. д.

## Географія
Хребет розташований у Східній Антарктиді, а саме в північно-західній частині Території Росса в південно-східній частині хребта Королеви Єлизавети, і є складовою частиною Трансантарктичних гір. Прибережний гірський хребет має довжину близько 60 морських миль (110 км), лежить на захід від Шельфового льодовика Росса і простягається від льодовика Робба до льодовика Леннокса-Кінга. Він був названий на честь Сіднея Голланда, прем'єр-міністр Нової Зеландії, який підтримував участь країни у Трансантарктичній експедиції Британської Співдружності (1956—58). Найвища вершина — гора Міллер — розташована за 69,5 км на північ — північний-захід від найближчої вищої гори Елізабет (4480 м) та за 13 км на південь від гори Ллойд (3210 м).

## Історія
Голланд (хребет) вперше відвідали учасники Британської антарктичної експедиції (експедиція «Німрод») 1907—1909 років під керівництвом англійського полярного дослідника Ернеста Шеклтона. Тоді полярні дослідники, Шеклтон і його супутники, вперше перетнули Трансантарктичні гори й відкрили кілька гірських хребтів, що підходили з півдня та заходу до шельфового льодовика Росса. Мандрівники були вражені льодяною пустелею, над якою підвищувалися гірські вершини. Трансантарктична експедиція Британської Співдружності (1956—58) пройшла шлях експедиції Шеклтона, дала назву цій гірській системі — ім'я 25-го прем'єр-міністра Нової Зеландії Сіднея Голланда, який підтримував експедицію.

## Біологія
Пінгвіни, тюлені і морські птахи живуть на узбережжі моря Росса на Землі Вікторії, в той час як флора обмежена лишайниками, водоростями і грибами.